# Verkeerspark Assen

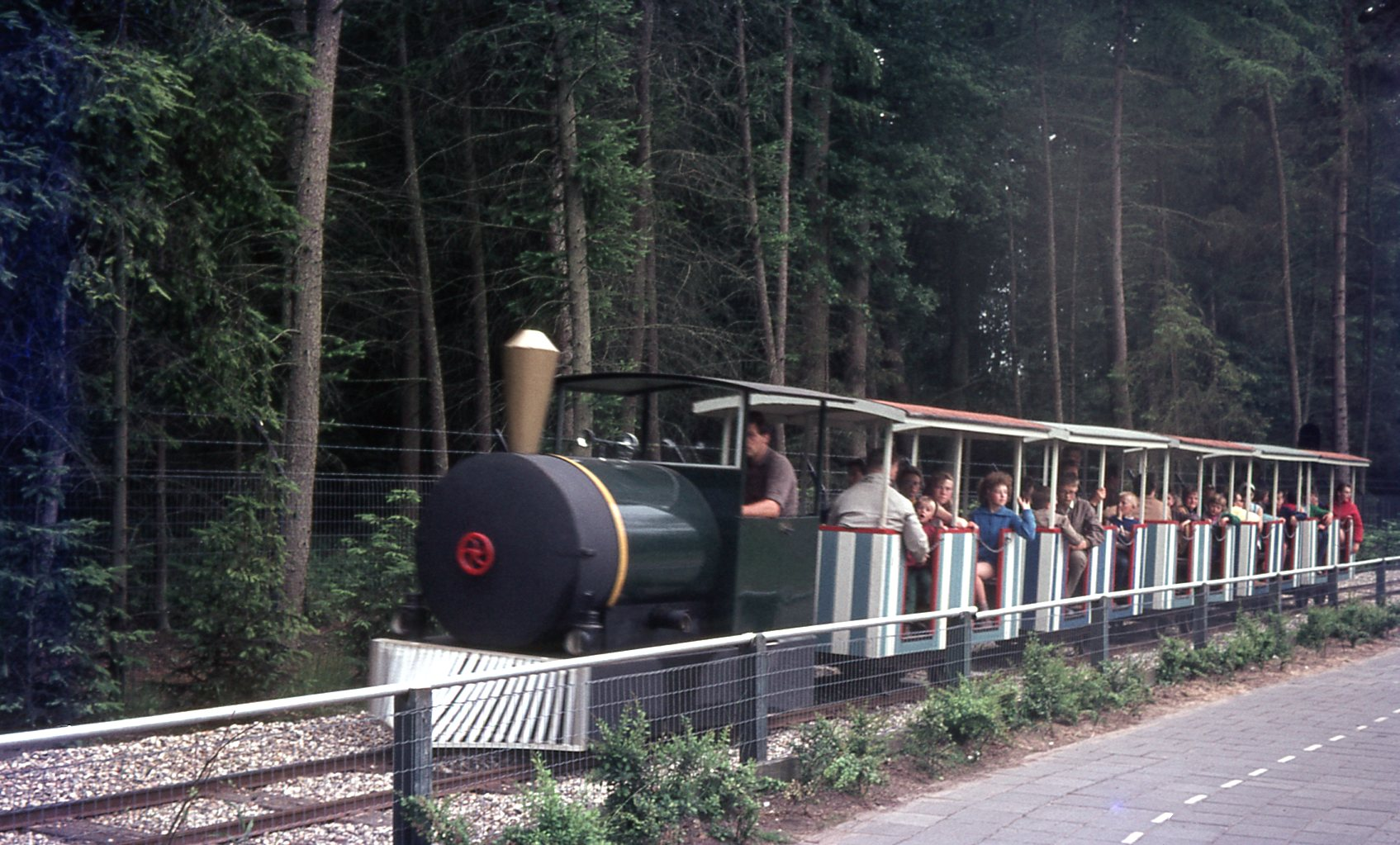
Trein die rondreed door het park (1967)

Het Verkeerspark Assen was een attractiepark met het verkeer als thema. Voor dit verkeerspark werd gebruikgemaakt van de in het centrum van Assen gelegen Gouverneurstuin, een sinds de 19de eeuw bestaande tuin. Het verkeerspark begon in 1957.
In 1988 verhuisde het verkeerspark naar De Haar (naast het TT Circuit Assen). Eind 2016 verhuisde het verkeerspark naar Duinen Zathe in Appelscha.

## Geschiedenis
De basis voor het verkeerspark Assen werd gelegd in 1956, door politierechercheur Klaas Bos. Hij zag in de Duitse stad Essen hoe kinderen op een schoolplein met enkele krijtstrepen en kartonnen borden vertrouwd werden gemaakt met het, in die tijd snel groeiende, verkeer. Terug in Assen kostte het hem niet zoveel moeite om de toenmalige burgemeester en de middenstand van Assen ook warm te krijgen voor een soortgelijk idee. Dit mondde uit in de oprichting van een stichting, die dankzij schenkingen en donaties aan de slag kon.
In 1957 kwam er dan ook een Jeugdverkeerspark op een plein in de binnenstad: in de Gouverneurstuin. Wegen, verkeersborden en trapauto’s zorgden ervoor dat de spelende kinderen wegwijs werden gemaakt in het verkeer. Door de jaren heen werd het Jeugdverkeerspark uitgebreid met een verkeerstoren en scooters, en werd de locatie in de binnenstad te klein. Na een aantal jaren gevestigd te zijn in het Asserbos, verhuisde het park in 1988 naar De Haar. Er werd een nieuw park gerealiseerd op een stuk grond van 8 hectare. Het Jeugdverkeerspark werd omgedoopt in Verkeerspark Assen.
In het park konden kinderen een eigen rijbewijs halen en rijden in (trap)auto's, een jeep, helikopters en bootjes. Er was een juniorkartbaan, een monorail en een trein. De trein is in 2016 overgenomen door de OVCN.
Voor de trapauto's was er een parcours van ruim een kilometer lang. Ook waren er een ambulance en een ANWB-wagen, waar de kinderen zelf in mochten rijden. Bij de verkeerstoren werd iedereen in de gaten gehouden, en eventueel gewezen op zijn/haar fouten. Het park werd in 2005 uitgeroepen tot populairste schoolreisbestemming van Groningen en Drenthe. In 1992 werd het park geprivatiseerd.

## Sluiting
Wegens tegenvallende bezoekersaantallen ging het park in 2014 niet meer open voor publiek. De eigenaar heeft twee jaar getracht het park te verkopen. Uiteindelijk is de inboedel verkocht. Een gedeelte hiervan wordt gebruikt op een camping in Wijster. Voor het onttakelde park zal waarschijnlijk een andere bestemming komen.
Vanaf eind 2019 wordt er elk weekend op het voormalige terrein in De Haar airsoft beoefend.
In mei 2016 werd bekend dat het concept is verkocht aan de Bikkel groep in Hoogeveen. Tevens heeft de Bikkel groep Duinen Zathe in Appelscha overgenomen. Eind 2016 verhuisde het verkeerspark naar attractiepark Duinen Zathe. Het trapcircuit met verkeerstoren kreeg een prominente plek in het park. Later, in 2019, is de verkeerstoren via een veiling weer in handen gekomen van de gemeente Assen en in 2021 is de toren teruggeplaatst in de Gouverneurstuin.
Op vrijdag 14 april 2017 opende het vernieuwde Duinen Zathe. Het verkeerspark heeft een nieuwe plek gekregen in het attractiepark, dat nu jaarlijks zo’n 65.000 bezoekers trekt.
Op de avond van 20 oktober 2016 heeft een grote brand het hoofdgebouw (Party Town) van het oude verkeerspark in Assen verwoest.
In april 2017 brak er opnieuw brand uit in het park. Dit keer brandde een kiosk volledig af. Op 24 juli 2017 was er voor de derde keer brand, nu ging het om de achterzijde van het restaurant. De branden vormden de aanleiding om alle panden op het terrein te slopen.